# Takab
Takab (persan : تکاب, kurde : Tikab) est une ville et un district de la province de l'Azerbaïdjan occidental en Iran. Son nom antique est Shiz.
Le site historique de Takht-e Suleiman est situé à 45 km au nord-est de la ville. Ce site, l'un des plus anciens temples du feu zoroastriens sous la dynastie sassanide, avait pour nom Azargoshasb (ou Azar Goshasb ou encore Azargashasb).
La population de la ville est principalement kurde et azérie.